# Oliver Šarkić
Oliver Šarkić (czarnog. cyr. Оливер Шаркић, ur. 23 lipca 1997 w Grimsbym) – czarnogórski piłkarz, występujący na pozycji środkowego napastnika. W latach 2013–2017 młodzieżowy reprezentant Czarnogóry.

## Życie prywatne
Jego ojcem jest Bojan Šarkić. Starszy brat Danila Šarkicia i brat bliźniak Matiji Šarkicia (1997–2024), piłkarzy.